# Partícula de reconhecimento de sinal (PRS)

## Partícula de Reconhecimento de Sinal (PRS)
A PRS é uma das moléculas da rota de secreção de proteínas sintetizadas pelas células. Essa partícula é formada por seis polipeptídeos diferentes mais uma molécula de RNA resultando em um complexo de 325 kDa. Esse complexo ao se ligar ao peptídeo sinal e ao ribossomo causa uma alteração conformacional, ocasionando uma interrupção do polipeptídeo em síntese. Essa interrupção impede a liberação para o citosol de proteínas destinadas ao Retículo Endoplasmático (RE), também é capaz de prevenir dobramentos prematuros da proteína. O complexo PRS-ribossomo se associa ao receptor de PRS presente na superfície do Retículo Endoplasmático Rugoso (RER) com o translocon, que é um poro na membrana do RE por onde o peptídeo recém originado passa. A ligação de PRS e seu receptor resulta em mudanças conformacionais, dissociando o complexo PRS e seu receptor,  assim como, o do complexo ribossomo-translocon devido à hidrólise mútua de GTPs a GDP.

## Descrição do mecanismo
A PRS (SRP) é composta de RNA e proteínas em conjunção, formando um complexo, cuja função é a de permitir a translocação co-traducional de proteínas endereçadas ao RER; nomeadamente, as que possuem peptídeo-sinal.

A SRP se liga ao ribossomo em processo de tradução assim que exposto o peptídeo-sinal na ponta amino-terminal, impedindo a continuidade do processo de tradução; em seguida, ao se ligar ao receptor de SRP na membrana do RER, a SRP se desassocia do ribossomo, o que permite o acoplamento do ribossomo em cima da proteína translocadora; assim, o ribossomo continua a tradução da proteína, que, desse modo, atravessa a membrana do RER, com o peptídeo-sinal posteriormente clivado, então integrando o lúmen do RER; ou na presença de domínios hidrofóbicos, também com o peptídeo-sinal clivado, ficará na membrana do RER; em ambos os casos podendo ser destinada às sequentes rotas que partem do RER.